# John E. Exner
John Ernest Exner, Jr. (* 18. April 1929 in Syracuse, New York; † 20. Februar 2006) war ein US-amerikanischer Psychologe.
Exner machte seinen Bachelor und Master-Abschluss an der Trinity University in Texas und erhielt einen Doktortitel in klinischer Psychologie an der Cornell University im Jahre 1958. Von 1968 bis 1969 leitete er das Office of Selection für die Regionen Ostasien, Pazifischer Raum, Nordafrika, Naher Osten und Südasien des Friedenscorps der Vereinigten Staaten von Amerika. Von 1969 bis 1979 arbeitete er an der Long Island University als Professor und Leiter des Clinical Training. 1984 emeritierte er an der Fakultät der Long Island University.
John E. Exners Name ist eng mit seiner Arbeit an einer Standardisierung der Interpretationen des Rorschachtests verbunden. Dabei handelt es sich um einen Tintenklecks-Formdeuteversuch, welcher Aufschluss über die Persönlichkeit des Probanden geben soll. Exner entwickelte einen Standard zur Interpretation und Deutung der Ergebnisse, der dem Rorschachtest zu Anerkennung als psychometrisches Instrument verhalf. 
Exner war der Geschäftsführer der Rorschach Workshops, die zu Ausbildungszwecken in Asheville, North Carolina abgehalten werden.
Für sein Lebenswerk wurde John E. Exner, Jr. 1980 mit dem Bruno Klopfer Award ausgezeichnet. 

## Schriften
- John E. Exner: The Rorschach. A Comprehensive System. Volume 1: Basic Foundations. 3rd edition. John Wiley & Sons, New York NY 1993, ISBN 0-471-55902-4.
- John E. Exner. A workbook in the Rorschach technique emphasizing the Beck and Klopfer systems. — Springfield, Ill. : Charles C. Thomas, 1966.
- John E. Exner. The Rorschach Systems. — Grune & Stratton, New York 1969. — ISBN 978-0808901280.
- John E. Exner. The Rorschach, Current Research and Advanced Interpretation. — John Wiley & Sons, New York 1978. — ISBN 978-0471041665.
- John E. Exner. A Primer for Rorschach Interpretation. — Rorschach Workshops, 2000. — ISBN 978-0371093641.